# Al-Biruni (kráter)
Al-Biruni je starodávný impaktní kráter na odvrácené straně Měsíce. Jméno dostal na počest vědce Aliborona (973–1048) a schválen byl Mezinárodní astronomickou unií v roce 1970. Kráter vznikl v období nektarickém. Nejbližší sousedé kráteru jsou kráter Joliot na severu, krátery Lomonosov a Edison na severo-severovýchodě, Dzevulský kráter na severovýchodě, kráter Popov na východě, Goddardský kráter na jihozápadě. Na západ od kráteru se nachází vírová struktura neformálně nazývaná Edge Vortex. Kráter má polygonální tvar s malým výstupkem v severovýchodní části, vnitřní sklon valu je v západní části mnohem širší. Výška valu nad okolní oblastí je 1340 m, objem kráteru je přibližně 5400 km³. Dno kráteru je relativně ploché, bez zvláštních struktur. Neexistuje žádný centrální vrchol. V severovýchodní části je kráter Al-Biruni S.